# Johann Josef Loschmidt
Johann Josef Loschmidt, (Počerny, avui part de Karlovy Vary, 15 de març de 1821 - Viena, 8 de juliol de 1895) va ser un químic i físic austríac recordat per ser el primer a donar la primera estimació del nombre d'Avogadro el 1865.

## Biografia
Josef Loschmidt (durant la seva vida només utilitzà el seu segon nom i en literatura igualment és només conegut pel nom Josef Loschmidt). Va néixer en Putchrin (actualment República Txeca) en una família pobre de pagesos. Gràcies al sacerdot Adalbert Czech va rebre accés a la formació que després del seu temps escolar el va dur a un monestir a Ostrau (1833-1837) i més tard a Praga. Allà el 1839 anà a la universitat i conegué el professor de filosofia Franz Serafin Exner.
El 1841 arribà a Viena i es graduà el 1846 en química i física. Després de no poder aconseguir cap treball fix com a científic va treballar en una siderúrgia abans de crear la seva pròpia empresa per a l'obtenció de nitrat de potassi en vi. Aquesta empresa va fer fallida i a partir d'això en 1856 va treballar de mestre en una escola a Viena. El 1866 va rebre un lloc de treball a la universitat de Viena on va ser des de 1872 a 1891 professor per física i química. El varen nomenar membre de l'Acadèmia de la ciència de Viena.
Amb 66 anys es va casar amb la seva mestressa de casa Carolina, poc després, 1887, va néixer el seu únic fill que amb només 2 anys va morir. La tomba de la família es troba en el cementiri central de Viena.

## Obra
Va experimentar en els camps de la termodinàmica, electrodinàmica i òptica de les lents. Va acceptar l'existència de valències variables per certs àtoms com el sofre i la valència fixa per altres com l'hidrogen, el carboni i l'oxigen. L'any 1861 va proposar innovacions per a l'estructura del benzè indicant que era una molècula cíclica. També va indicar que la composició de l'ozó era de tres àtoms d'oxigen, i va desenvolupar la representació dels dobles enllaços i triples enllaços mitjançant dues i tres ratlles respectivament, com se segueix fent en l'actualitat.
L'any 1865 va fer una gran contribució a la ciència: la primera determinació experimental del nombre d'Avogadro. Treballant sobre la teoria cinètica del gasos, va calcular per primera vegada el valor exacte de la mida de les molècules de l'aire. Amb aquest valor estimà erròniament el nombre de molècules que hi ha en un centímetre cúbic d'aire, que s'anomena constant de Loschmidt o nombre de Loschmidt (nombre de partícules d'un gas ideal, en condicions normals de pressió i temperatura, per volum molar), d'on es pot obtenir el nombre d'Avogadro.

### Obres
- Estudis químics, fórmules de constitució de la química orgànica en representació gràfica (1861)
- Determinació del nombre de molècules de l'aire, Constant de Loschmidt (1865)